# Fosston (Minnesota)
Fosston é uma cidade localizada no estado americano de Minnesota, no condado de Polk.

## Demografia
Segundo o censo americano de 2000, a sua população era de 1575 habitantes.

## Geografia
De acordo com o United States Census Bureau tem uma área de
4,3 km², dos quais 4,2 km² cobertos por terra e 0,1 km² cobertos por água.

## Localidades na vizinhança
O diagrama seguinte representa as localidades num raio de 24 km ao redor de Fosston.